# Pieter Simon Dijkstra
Pieter Simon Dijkstra (Oldekerk, 8 maart 1884 - Pretoria, 26 februari 1968) was een Nederlands architect. Na zijn opleiding is hij eerst bij andere architecten in Nederland en Duitsland werkzaam geweest. In 1907 begon hij als zelfstandig architect in Vlissingen. In 1927 is hij met zijn gezin geëmigreerd naar Zuid-Afrika waar hij werkzaam bleef als architect. Hij speelde daar een belangrijke rol in de ontwikkeling van gereformeerde kerkarchitectuur. 

## Biografie
Na zijn schooltijd volgde Dijkstra een opleiding bij Jean Krans in Assen. Tijdens vakanties werkte hij bij een schrijnwerker. Van 1903 tot 1904 was hij leerling tekenaar bij de firma J.H. Koekkoek. In 1905 was hij werkzaam als leerling toezichthoudend tekenaar bij architect Ytzen van der Veen in Groningen. Daarna was hij nog een jaar werkzaam bij architecten Otto Wasserman en E. Haakshorst in Essen, en nog een jaar bij de West Duitse marmer en graniet werken in Dortmund. In mei 1908 verhuisde hij naar Vlissingen. Daar begon hij een eigen architectenbureau. In augustus 1909 werd hij aangesteld als leraar bouwkundig vaktekenen aan de Avondschool voor Handwerkslieden. Dijkstra was getrouwd met Johanna Elisabeth Kilian, met wie hij drie kinderen kreeg.
In 1927 emigreerde Dijkstra met zijn gezin naar Zuid-Afrika. In Kaapstad moest hij eerst een kwalificerend examen afleggen om het beroep van architect te beoefenen. In 1933 werd hij lid van het Institute of South African Architects (ISAA). Uiteindelijk is hij gaan wonen in Pretoria. In Zuid-Afrika ontwierp hij met name gereformeerde kerken.

## Enkele Nederlandse werken
| 1909 Koudekerke        | Gereformeerde lagere school  |
| 1910 Geersdijk         | Gereformeerde kerk           |
| 1910 Vlissingen        | Eben-Haëzerkerk              |
| 1911 Vlissingen        | Scheldestraat 35, winkelpand |
| 1914-1916 Vlissingen   | Engelse Kerk                 |
| 1915-1916 Hoogersmilde | Gereformeerde kerk           |
| 1922 Vlissingen        | Julianalaan 1, villa         |
| 1923 Kamperland        | Gereformeerde kerk           |
| 1923 Vlissingen        | Nieuwstraat 214, winkelpand  |
| 1923 Vlissingen        | Badhuisstraat 179, woonflat  |

## Enkele Zuid-Afrikaanse werken
| 1932 Matlabas             | Gereformeerde Kerk |
| 1933 Swartruggens         | Gereformeerde Kerk |
| 1935 Johannesburg-Noord   | Gereformeerde Kerk |
| 1937 Louis Trichardt      | Gereformeerde Kerk |
| 1938 Koster               | Gereformeerde Kerk |
| 1946 Sannieshof           | Gereformeerde Kerk |
| 1950 Durban               | Gereformeerde Kerk |
| 1952 Klerksdorp           | Gereformeerde Kerk |
| 1956 Pretoria-Noord       | Gereformeerde Kerk |
| 1958 Pretoria (Sunnyside) | Gereformeerde Kerk |